# Uvaria concava
Uvaria concava är en kirimojaväxtart som beskrevs av Johannes Elias Teijsmann och Simon Binnendijk. Uvaria concava ingår i släktet Uvaria och familjen kirimojaväxter. Inga underarter finns listade i Catalogue of Life.